# 육군석유센터
육군석유센터(Army Petroleum Center (APC))는 미국 육군의 육군지원사령부 산하 기관으로 미국군의 Classes of supply→보급분류 제3종에 해당하는 석유, 기름, 윤활유(POL) 중에서 석유의 연구 개발 및 배급, 시설 관리 조직이다. 버지니아주 포트 벨보어의 앤드류 T. 맥나마라 본부단지에 본부를 두고 있다.

## 역사
이 기관은 1944년 지금의 뉴욕항 건너편의 뉴저지주 캐븐 포인트에 설치된 미국 육군에 공급하는 석유 제품을 분석하는 업무를 외주받은 민간실험실에서 기원하고 있다. 업무의 범위는 연료구입감찰 및 시험까지 넓어지고, 병참대령이 운영하는 뉴욕병참석유현장사무실의 설립으로 이어졌다
1955년, 조직을 뉴욕시 부어히스틸 지역의 스케넥터디 종합창으로 이전시키고 석유과 병참보급반으로 개편하였다. 동부 미국에서의 국방연료보급소(Defense Fuel Supply Center)의 구입 계약한 샘플 검사 및 품질 감시에 대응하기 위함이었고, 기술고문프로그램을 구축하였다.
1962년 중순, 구입 및 검사 업무가 국방보급국(DSA)로 이관되었다.
1967년 석유과 병참보급반은 필라델피아주의 컴벌랜드 육군창로 이전하였다.
1971년, 육군물자사령부(AMC)는 석유 벌크에 관련하여 육군분류관리처(ACMA)를 버지니아주 캐머런 스테이션(Cameron Station)에서 컴벌랜드 육군창으로 이전하였다. 얼마 안있어, 석유과 병참보급반와 육군분류관리처가 합쳐져 미국 육군 종합물자 및 석유처(USAGMPA) 석유부로 개편되고, 육군물자사령부의 주요예속사령부로 지정되었다.
1992년, 석유부는 USAGMPA에서 전차-자동차량 및 무장사령부(TACOM) 산하 석유센터로 전속 및 개편되었고 2003년에 버지니아주 포트 벨보어에 있는 국방군수국 본부 빌딩에 세입하였다.
2008년, 육군물자사령부 산하로 전속하였다.
2020년 육군지원사령부로 산하로 전속하였다.

## 구조
병참감 직속의 병참대령이 총장(Direct-General)을 맡고 있다.
- 계획운영부(Plans and Operations Division}[3])
  - Plans 계획
  - Requirement 소요
  - TAV→기술원조방문
  - Capitalzation
  - Packaged Products
- 품질부(Quality Division[4])
  - 육군석유실험실
- 시설부(Facilities Division[5])
  - MILCON→군사건설
  - SRM/RMMR→지속, 회복, 현대화/정기 현장 수리 정비
  - Optimization
  - Real Property Initiative 부동산주도권?

육군석유실험실은 품질부 산하 조직이 아닌, 전투적합성개발사령부 지상장비체계센터(CCDC GVSC)에 직접 보고하는 자매 조직으로 지정되어 있다.

## 기록

### 소속
1. 미국 육군 종합물자 및 석유처, 1977년
2. 전차-자동차량 및 무장사령부, 1992년
3. 국방보급국, 1962년
4. 육군물자사령부, 2008년
5. 육군지원사령부, 2020년

### 계보
- (불명), New York Quartermaster Petroleum Field Office →뉴욕병참석유현장사무실
- 1955년, QM Supply Section, Petroleum Division→석유과 병참보급반
- 1971년, USAGMPA Petroleum Division→미국 육군 종합물자 및 석유처 석유부
- 1992년, Army Petroleum Center (APC)→육군연료센터

## 참고

### 인용
1. ↑  Goepfert, Gregory J. (2008년 4월). “Former Schenectady Army Depot Fact Sheet” (PDF). 《U.S. Army Corps of Engineers》 (미국 영어). U.S. Army Corps of Engineers. 2024년 9월 28일에 원본 문서 (PDF)에서 보존된 문서. 2024년 10월 25일에 확인함.
2. ↑  “Energy History” (미국 영어). 2024년 10월 26일에 확인함.
3. ↑  “Army Petroleum Center > Plans and Operations” (미국 영어). 2024년 10월 25일에 확인함.
4. ↑  “Quality” (미국 영어). 2024년 10월 25일에 확인함.
5. ↑  “Army Petroleum Center > Facilities” (미국 영어). 2024년 10월 25일에 확인함.
6. ↑  “Organizational Structure” (미국 영어). 2024년 10월 25일에 확인함.

- “History” (미국 영어). 2024년 10월 25일에 확인함.